# Acordo de Escazú
O Acordo Regional sobre Acesso à Informação, Participação Pública e Acesso à Justiça em Assuntos Ambientais na América Latina e no Caribe da Comissão Econômica para a América Latina e o Caribe (CEPAL), mais conhecido como Acordo de Escazú, é um tratado regional assinado por 24 nações latino-americanas e caribenhas sobre os direitos de acesso à informação sobre o meio ambiente, participação pública na tomada de decisões ambientais, justiça ambiental e um meio ambiente saudável e sustentável para as gerações atuais e futuras.  O tratado é considerado inovador por incorporar de maneira abrangente os princípios da transparência, do acesso à justiça e da governança ambiental participativa, visando a proteção dos direitos de cidadãos e defensores do meio ambiente. O acordo está aberto a 33 países da América Latina e Caribe. Dos 24 signatários, foi ratificado por quatorze: Antígua e Barbuda, Argentina, Bolívia, Colombia, Chile, Equador, Guiana, México, Nicarágua, Panamá, São Vicente e Granadinas, São Cristóvão e Nevis, Santa Lúcia e Uruguai.  Com isso, ele busca ser um marco na implementação de políticas ambientais e de direitos humanos na região.
O Acordo de Escazú é reconhecido como um tratado fundamental no combate à violência contra defensores ambientais, uma vez que a América Latina e o Caribe são as regiões com maior número de assassinatos de ativistas ambientais no mundo. Ele estabelece proteções específicas para aqueles que, muitas vezes, enfrentam riscos por denunciar violações ambientais e lutar pela preservação da natureza.

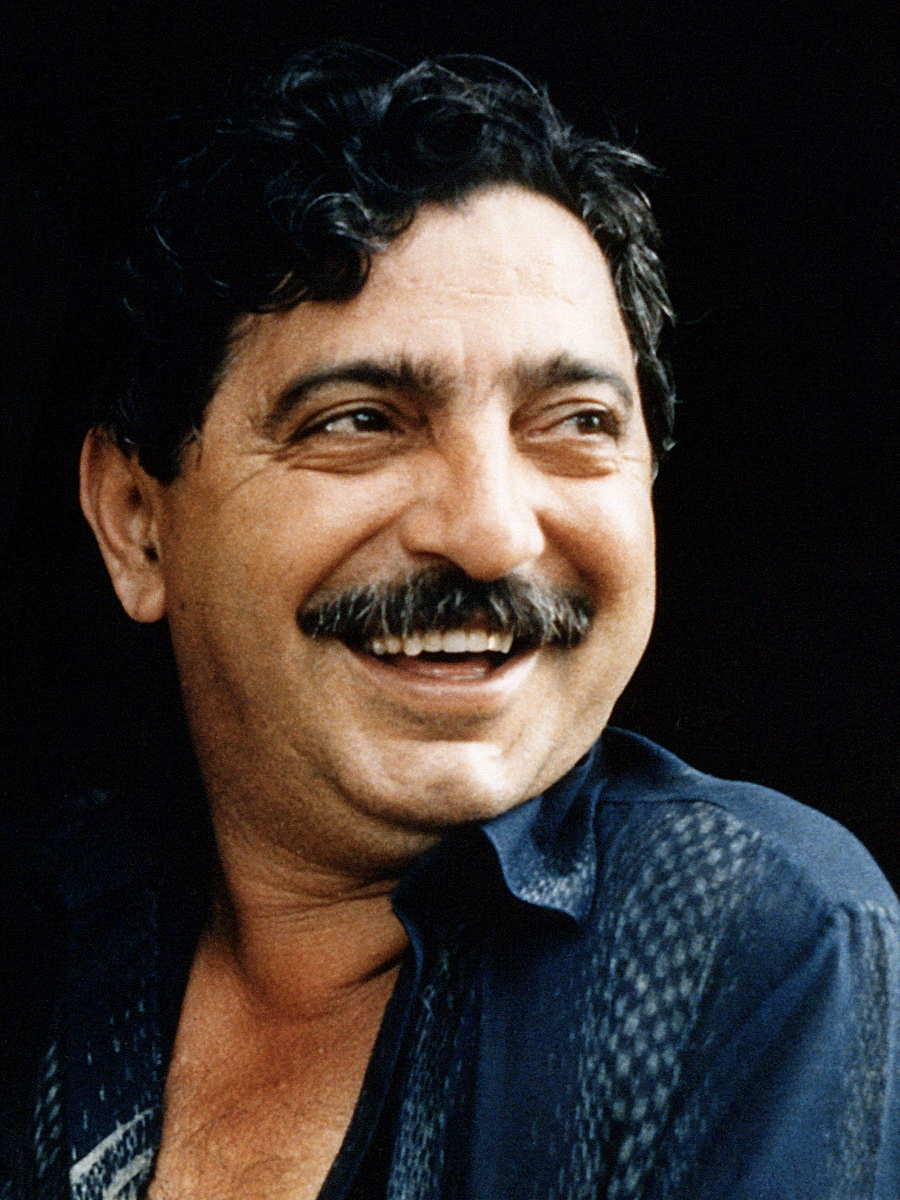
Chico Mendes, 1988 em sua casa em Xapuri, Acre, Brasil antes de seu assassinato devido a seu ativismo ambiental

O acordo teve origem na Conferência das Nações Unidas sobre Desenvolvimento Sustentável de 2012 e é o único tratado vinculativo a ser adotado como resultado da conferência. Ele foi elaborado entre 2015 e 2018 e adotada em Escazú, Costa Rica em 4 de março de 2018. O acordo foi assinado em 27 de setembro de 2018 e permaneceu aberto para assinatura até 26 de setembro de 2020. Este processo de elaboração envolveu um diálogo contínuo entre representantes de governos e sociedade civil, consolidando uma agenda comum para promover o desenvolvimento sustentável e a justiça ambiental na região.  Foram necessárias 11 ratificações para que o acordo entrasse em vigor, que foi alcançado em 22 de janeiro de 2021 com a adesão do México e da Argentina. A partir desse momento, o Acordo tornou-se um instrumento crucial na defesa dos direitos ambientais. O acordo entrou em vigor em 22 de abril de 2021.
O Acordo de Escazú fortalece os vínculos entre os direitos humanos e a proteção ambiental, impondo requisitos aos Estados-Membros em relação aos direitos dos defensores ambientais. Por meio deste acordo, os governos da região comprometeram-se a garantir que os cidadãos tenham acesso pleno e equitativo à informação ambiental, facilitando sua participação em processos decisórios e assegurando o direito a um meio ambiente limpo e sustentável. Além disso, objetiva fornecer acesso público total à informação ambiental, tomada de decisões ambientais e proteção legal e recursos relativos a questões ambientais. Também reconhece o direito das gerações atuais e futuras a um meio ambiente saudável e ao desenvolvimento sustentável.  O caráter vinculativo do Acordo garante que os países que o ratificaram devam adaptar suas legislações nacionais para cumprir as normas estabelecidas no tratado.
O Acordo de Escazú é o primeiro tratado regional da América Latina e do Caribe a incluir disposições sobre os direitos dos defensores do meio ambiente. Este marco legal não só fortalece a proteção dos defensores ambientais, mas também assegura que os Estados investiguem e punam os crimes cometidos contra eles.O Acordo relaciona-se diretamente ao Princípio 10 da Declaração do Rio sobre Meio Ambiente e Desenvolvimento, que trata da participação pública em assuntos ambientais. Ele também se alinha com as diretrizes da Agenda 2030 para o Desenvolvimento Sustentável, especialmente com os Objetivos de Desenvolvimento Sustentável (ODS) relacionados à ação climática, paz, justiça e instituições eficazes (ODS 13 e ODS 16).

## Antecedentes
A Declaração do Rio sobre Meio Ambiente e Desenvolvimento, aprovada na segunda Cúpula da Terra no Rio de Janeiro em 1992,  foi um marco fundamental no avanço das discussões globais sobre meio ambiente e desenvolvimento sustentável. Entre os seus 27 princípios proclamados, o Princípio 10 destacou-se por defender que:
Esse princípio sublinhou a importância da transparência, do acesso à informação e da participação pública em decisões ambientais, reconhecendo que um meio ambiente saudável depende da inclusão da sociedade civil nos processos decisórios. A Declaração do Rio influenciou fortemente os debates ambientais nas duas décadas seguintes, incentivando a criação de normas e regulamentos em várias partes do mundo.
Vinte anos depois, durante a Conferência das Nações Unidas sobre Desenvolvimento Sustentável (Rio+20), realizada de 20 a 22 de junho de 2012 no Rio de Janeiro, dez governos latino-americanos e caribenhos promoveram a Declaração sobre a Aplicação do Princípio 10 da Declaração do Rio. Esses dez países foram Chile, Costa Rica, Jamaica, México, Panamá, Paraguai, Peru, República Dominicana e Uruguai. A Rio+20 reafirmou os compromissos globais com o desenvolvimento sustentável e abriu caminho para a criação de novos instrumentos jurídicos regionais que fortalecessem esses compromissos, especialmente na América Latina e no Caribe, uma região marcada por profundas desigualdades socioambientais. Nessa declaração, os dez países afirmaram:
Esse compromisso foi considerado um avanço importante na integração da participação cidadã e da justiça ambiental nas políticas regionais, além de um passo essencial para proteger os direitos dos povos e comunidades afetadas por degradação ambiental e projetos de grande impacto. A partir dessa declaração, iniciou-se o processo de desenvolvimento do tratado, que teve uma fase preparatória de 2012 a 2014, culminando na Declaração de Santiago no Chile, e depois a negociação que ocorreu de 2014 a 2018, culminando no Acordo de Escazú na Costa Rica em 4 de março de 2018. Durante esse período, os países participantes buscaram garantir que o acordo refletisse tanto as necessidades urgentes da proteção ambiental quanto os direitos humanos dos defensores ambientais, frequentemente ameaçados em seus esforços de proteger o meio ambiente. A partir desse momento, iniciou-se o processo de assinatura e ratificação do tratado, que ficou aberto à assinatura dos países da América Latina e do Caribe por um período de 2 (dois) anos a partir de 27 de setembro de 2018 e até 26 de setembro de 2020.
O Acordo de Escazú é considerado um instrumento fundamental para promover a governança ambiental e fortalecer as democracias na América Latina e Caribe, ao garantir que os cidadãos tenham voz ativa nas decisões que afetam seus territórios e recursos naturais. Além disso, o acordo contribui diretamente para a implementação da Agenda 2030 das Nações Unidas,

## Processo

### Origem e negociação

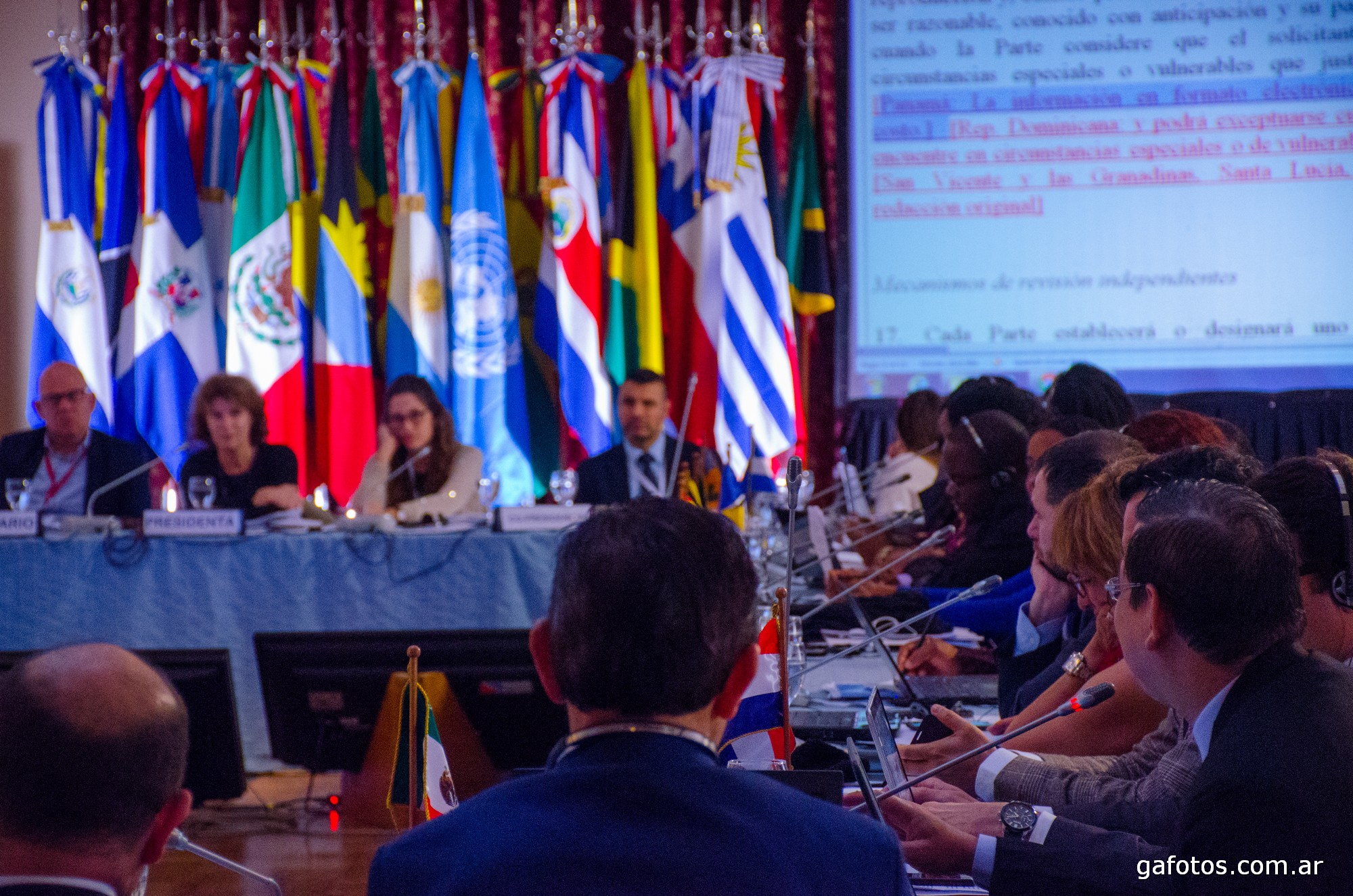
VII reunião do comitê negociador do acordo, realizada em Buenos Aires, Argentina, entre 31 de julho e 4 de agosto de 2017

A fase preparatória do acordo durou dois anos. Começou em 22 de junho de 2012 durante a Conferência das Nações Unidas sobre Desenvolvimento Sustentável (Rio+20) e terminou com a Decisão de Santiago em 10 de novembro de 2014. O processo foi caracterizado por um diálogo multissetorial, envolvendo representantes de governos, sociedade civil e especialistas, todos empenhados em criar um instrumento jurídico que garantisse o fortalecimento dos direitos ambientais na região. 
É o único acordo vinculante originário da Rio+20, o primeiro acordo do comitê ambiental regional para América Latina e Caribe, e o primeiro no mundo a adotar disposições específicas sobre defensores de direitos humanos em questões ambientais.
Após a Decisão de Santiago, foi formado um Conselho de Administração com dois países co-presidentes e outros cinco como membros. Foi formado um Comitê de Negociação do qual participaram o Conselho de Administração e seis membros do público, para dialogar com a mesa.  A participação pública foi central durante o processo de negociação, permitindo que vozes da sociedade civil e comunidades impactadas por questões ambientais tivessem uma plataforma para expressar suas preocupações e expectativas. O primeiro Conselho de Administração era composto pelos sete países a seguir:
- Chile e Costa Rica, na qualidade de copresidentes do Conselho de Administração, e
- Argentina, México, Peru, São Vicente e Granadinas e Trinidad e Tobago, na qualidade de membros do Conselho de Administração.

Diferentes setores da ampla e diversificada cidadania também participaram das negociações: representantes do público presente, organizações da sociedade civil e especialistas acadêmicos.
A inclusão de diferentes setores da cidadania, como organizações não governamentais e movimentos sociais, garantiu que o tratado fosse moldado para responder aos desafios específicos da América Latina e do Caribe, como a desigualdade no acesso à informação e a alta taxa de violência contra defensores ambientais. Vinte e quatro dos 33 países membros da Comissão Econômica para a América Latina e o Caribe (CEPAL) participaram do processo de negociação final do acordo na cidade costarriquenha de Escazú, que terminou com a conclusão do acordo em 4 de março de 2018.

### Assinatura
Em 27 de setembro de 2018, teve início o processo de assinatura de cada um dos países signatários do acordo, durante a Assembleia Geral das Nações Unidas em Nova Iorque, Estados Unidos. 14 países assinaram inicialmente o acordo: 12 na cerimônia inicial e mais 2 (Haiti e República Dominicana) durante a tarde do mesmo dia.
No ano e dia seguinte, em 28 de setembro de 2019, o Paraguai assinou. Em julho de 2019, São Vicente e Granadinas assinaram. Em 24 e 26 de setembro, Belize e Dominica assinaram o tratado.
O prazo para assinatura do documento terminou em 26 de setembro de 2020. Dos 33 países da América Latina e do Caribe considerados no acordo, 24 países o assinaram. Os países que assinaram antes desse prazo podem proceder à ratificação a qualquer momento. Aqueles que não o assinaram, não podem mais ser países signatários. No entanto, eles podem se tornar parte do tratado por meio do processo de adesão, um processo de uma etapa equivalente à ratificação.

### Ratificação
Uma vez que o acordo é assinado nas Nações Unidas, os Estados podem aprovar, ratificar ou aceitar o acordo. A ratificação é um passo crucial, pois formaliza o compromisso de um país em implementar as disposições do acordo em sua legislação nacional.
Em 18 de abril de 2019, ocorreu a primeira ratificação do Acordo pela Guiana. Alguns meses depois, em 26 e 27 de setembro, mais cinco países ratificaram: Bolívia, Jamaica, São Cristóvão e Nevis, São Vicente e Granadinas e Uruguai. A ratificação por esses países consolidou o Acordo de Escazú como uma peça chave para o avanço dos direitos ambientais na região.
Em 4, 9 e 10 de março de 2020, Antígua e Barbuda, Nicarágua e Panamá ratificaram, respectivamente. O Equador depositou seu instrumento de ratificação em 21 de maio do mesmo ano. A Argentina, por sua vez, ratificou o tratado em 24 de setembro, em uma votação unânime que demonstrou o apoio nacional à causa. Em 5 de novembro, o Senado mexicano também aprovou por unanimidade a ratificação do acordo. Esses processos de ratificação destacam a importância do Acordo de Escazú em promover a justiça ambiental em países que enfrentam desafios sociais e ambientais significativos.
Em 31 de maio de 2022, o Senado chileno ratificou o acordo, com 31 votos a favor, 1 contra e 11 abstenções. A ratificação tardia pelo Chile, que inicialmente hesitava em adotar o acordo, foi recebida com entusiasmo pela comunidade internacional e organizações ambientais, marcando um passo importante para o fortalecimento das políticas ambientais no país.

### Validade
O tratado estipulava que sua entrada em vigor ocorreria 90 dias após o depósito de pelo menos 11 ratificações junto ao Secretário-Geral das Nações Unidas. Após cumprir essa condição, o tratado entrou em vigor em 22 de abril de 2021.

## Países envolvidos
Até o momento, o acordo foi ratificado por 14 países (Antígua e Barbuda, Argentina, Bolívia, Chile, Colômbia, Equador, Guiana, México, Nicarágua, Panamá, São Cristóvão e Nevis, São Vicente e Granadinas, Santa Lúcia e Uruguai) ; da mesma forma, há 11 países signatários cuja ratificação está pendente (Belize, Brasil, Costa Rica, Dominica, Granada, Guatemala, Haiti, Jamaica, Paraguai, Peru e República Dominicana).
| País                     | Situação                | Assinatura             | Ratificação            |
| ------------------------ | ----------------------- | ---------------------- | ---------------------- |
| Antígua e Barbuda        | Negociador e signatário | 27 de setembro de 2018 | 4 de março de 2020     |
| Argentina                | Negociador e signatário | 27 de setembro de 2018 | 24 de setembro de 2020 |
| Bahamas                  | Não signatário          |                        |                        |
| Barbados                 | Não signatário          |                        |                        |
| Belize                   | Signatário              | 24 de setembro de 2020 |                        |
| Bolívia                  | Negociador e signatário | 2 de novembro de 2018  | 26 de setembro de 2019 |
| Brasil                   | Negociador e signatário | 27 de setembro de 2018 |                        |
| Chile                    | Negociador e signatário | 18 de março de 2022    | 31 de maio de 2022     |
| Colômbia                 | Negociador e signatário | 11 de dezembro de 2019 | 10 de outubro de 2022  |
| Costa Rica               | Negociador e signatário | 27 de setembro de 2018 |                        |
| Cuba                     | Não signatário          |                        |                        |
| Domínica                 | Negociador e signatário | 26 de setembro de 2020 |                        |
| Equador                  | Negociador e signatário | 27 de setembro de 2018 | 21 de maio de 2020     |
| El Salvador              | Negociador              |                        |                        |
| Granada                  | Negociador e signatário | 26 de setembro de 2019 |                        |
| Guatemala                | Negociador e signatário | 27 de setembro de 2018 |                        |
| Guiana                   | Signatário              | 27 de setembro de 2018 | 18 de abril de 2019    |
| Haiti                    | Signatário              | 27 de setembro de 2018 |                        |
| Honduras                 | Negociador              |                        |                        |
| Jamaica                  | Negociador e signatário | 26 de setembro de 2019 |                        |
| México                   | Negociador e signatário | 27 de setembro de 2018 | 5 de novembro de 2020  |
| Nicarágua                | Signatário              | 27 de setembro de 2019 | 9 de março de 2020     |
| Panamá                   | Negociador e signatário | 27 de setembro de 2018 | 10 de março de 2020    |
| Paraguai                 | Negociador e signatário | 28 de setembro de 2018 |                        |
| Peru                     | Negociador e signatário | 27 de setembro de 2018 |                        |
| República Dominicana     | Negociador e signatário | 27 de setembro de 2018 |                        |
| São Cristóvão e Nevis    | Negociador e signatário | 26 de setembro de 2019 | 26 de setembro de 2019 |
| São Vicente e Granadinas | Negociador e signatário | 12 de julho de 2019    | 26 de setembro de 2019 |
| Santa Lúcia              | Negociador e signatário | 27 de setembro de 2018 | 1 de dezembro de 2020  |
| Suriname                 | Não signatário          |                        |                        |
| Trindade e Tobago        | Negociador              |                        |                        |
| Uruguai                  | Negociador e signatário | 27 de setembro de 2018 | 27 de setembro de 2019 |
| Venezuela                | Não signatário          |                        |                        |

## Processo no Brasil
No Brasil, o Acordo de Escazú enfrenta um processo conturbado e, até o momento, não foi ratificado pelo Congresso Nacional. O acordo foi assinado pelo Brasil em 27 de setembro de 2018, durante o governo de Michel Temer, como parte de uma política externa voltada à ampliação da participação brasileira em acordos multilaterais e ao fortalecimento das políticas ambientais no país.  Entretanto, desde a assinatura, o tratado não avançou no processo legislativo para ser ratificado, ficando retido no âmbito do poder executivo.
Com a chegada do governo Jair Bolsonaro em 2019, houve uma mudança significativa na política ambiental brasileira. O governo Bolsonaro adotou uma postura de redução das regulações ambientais, com foco no desenvolvimento econômico, especialmente nas áreas de agronegócio e mineração. O presidente e membros de seu governo frequentemente expressaram críticas a acordos e regulamentos ambientais  que, segundo eles, poderiam limitar o crescimento econômico do país. Nesse contexto, o Acordo de Escazú foi visto por setores governamentais como um instrumento que poderia impor restrições ao setor produtivo, especialmente em áreas de alta sensibilidade ambiental, como a Amazônia.[2] Isso levou ao congelamento da tramitação do acordo no Brasil.

### Debate Nacional
A hesitação do governo em enviar o Acordo de Escazú ao Congresso para ratificação gerou um amplo debate entre diversos setores da sociedade. De um lado, organizações não governamentais (ONGs), movimentos sociais e defensores ambientais pressionam pela ratificação, argumentando que o tratado é crucial para a defesa dos direitos humanos e ambientais no país, especialmente em um momento em que o Brasil enfrenta um aumento significativo no desmatamento da Amazônia e na violência contra defensores ambientais. O Brasil é, historicamente, um dos países mais perigosos para ativistas ambientais, com números alarmantes de assassinatos de defensores do meio ambiente, indígenas e trabalhadores rurais. O Acordo de Escazú, com suas proteções específicas para defensores, é visto por esses grupos como uma ferramenta essencial para reverter esse cenário.
Por outro lado, setores conservadores, ligados ao agronegócio, mineração e ao próprio governo, têm se oposto ao avanço do acordo. Esses setores argumentam que o Acordo de Escazú pode trazer desafios jurídicos e aumentar o escrutínio internacional sobre as políticas ambientais brasileiras. Alegam também que o tratado poderia ser usado para limitar a soberania do Brasil sobre suas políticas de desenvolvimento e uso de recursos naturais. O receio é que o tratado amplie o espaço para a judicialização de questões ambientais, possibilitando que ONGs e movimentos sociais acionem o Estado em tribunais internacionais, em casos de violações ambientais ou contra defensores do meio ambiente. 

### Posicionamento dos Poderes
Poder Executivo: Durante o governo de Bolsonaro, o Ministério do Meio Ambiente, então comandado por Ricardo Salles, adotou uma postura contrária à ratificação do Acordo de Escazú, defendendo a flexibilização de regras ambientais para facilitar o desenvolvimento econômico. Salles argumentava que o tratado poderia gerar "entraves burocráticos" e prejudicar setores como o agronegócio e a mineração, importantes para a economia do país. A política ambiental do governo Bolsonaro foi marcada por retrocessos em áreas de fiscalização ambiental e proteção de biomas, o que gerou críticas tanto no cenário nacional quanto internacional. Essa postura se refletiu diretamente na estagnação do processo de ratificação do Acordo de Escazú no Brasil.
Poder Legislativo: Partidos alinhados com a causa ambiental, têm se mobilizado para pressionar o governo a avançar com o processo. A Frente Parlamentar Ambientalista, por exemplo, promoveu debates e seminários para discutir a importância da ratificação do Acordo de Escazú. Alguns deputados e senadores têm buscado sensibilizar o Congresso e a sociedade sobre a necessidade de garantir maior proteção aos defensores ambientais no Brasil, especialmente em um momento de escalada da violência nas regiões da Amazônia e do Cerrado.
Porém, a bancada ruralista, que representa os interesses do agronegócio e tem forte influência no Congresso, se opõe veementemente à ratificação. Esse grupo alega que o acordo pode dar "poder excessivo" a organizações internacionais e comprometer o controle soberano do Brasil sobre suas políticas de uso da terra e exploração de recursos.

### Impactos da Não-Ratificação
A ausência de ratificação do Acordo de Escazú pelo Brasil tem repercussões diretas nas políticas ambientais e na imagem do país no cenário internacional. O Brasil, sendo um dos maiores países da América Latina e possuindo a maior floresta tropical do mundo, exerce um papel estratégico na governança ambiental global. A não ratificação do Acordo tem sido vista como um retrocesso no compromisso do país com a proteção ambiental e os direitos humanos. Organizações internacionais, como a ONU e a Comissão Econômica para a América Latina e o Caribe (CEPAL), já expressaram preocupação com a falta de avanço do tratado no Brasil, destacando a importância de sua implementação para garantir a proteção de defensores ambientais, que frequentemente enfrentam ameaças no exercício de suas atividades.
Além disso, a não ratificação prejudica a participação do Brasil em fóruns regionais e internacionais que discutem justiça ambiental e direitos humanos. A ratificação do Acordo de Escazú poderia ser uma medida para melhorar a imagem do Brasil internacionalmente, ao demonstrar um compromisso com a transparência, participação pública e proteção dos direitos dos defensores ambientais.
A participação das juventudes tem sido um aspecto crucial na promoção e defesa do Acordo de Escazú, destacando o papel dos jovens como atores fundamentais na luta pela justiça ambiental e pelos direitos humanos na América Latina e no Caribe. A mobilização jovem em torno do tratado reflete uma crescente conscientização sobre a importância de políticas públicas que garantam a proteção do meio ambiente, a transparência e a participação ativa dos cidadãos nos processos de tomada de decisão.

### ENJUVES: Encuentro de las Juventudes por Escazú
Um dos momentos mais significativos na participação das juventudes em defesa do Acordo de Escazú foi o ENJUVES — Encuentro de las Juventudes por Escazú, um evento voltado para o diálogo e a mobilização das juventudes latino-americanas e caribenhas em torno da implementação e fortalecimento do tratado. O encontro visou fomentar a participação jovem nos processos decisórios ambientais, promover o acesso à informação e reforçar o papel das novas gerações como defensores do meio ambiente e da justiça climática.
No ENJUVES, jovens ativistas, representantes de organizações da sociedade civil e especialistas debateram temas como o acesso à informação ambiental, o papel dos defensores de direitos humanos e ambientais e as barreiras enfrentadas por comunidades vulneráveis. O evento serviu como plataforma para capacitar jovens líderes a promover ações concretas em seus respectivos países e regiões, visando garantir que o Acordo de Escazú seja plenamente implementado e respeitado.

### Fridays For Future
Entre os jovens líderes que têm se destacado na defesa do Acordo de Escazú estão Alice Piva e Sueley Cavalcante, ambas com uma trajetória significativa no ativismo ambiental e na participação em fóruns internacionais. Ambas marcaram presença nas COP2 (Buenos Aires, 2023) e COP3 (Santiago, 2024) sobre o Acordo de Escazú, eventos nos quais foram discutidos o avanço da implementação do tratado, os desafios regionais e as estratégias para fortalecer a justiça ambiental em um contexto de crescente violência contra defensores do meio ambiente, representando as juventudes latino-americanas nesses espaços, trazendo à tona a perspectiva jovem em um cenário de tomada de decisões predominantemente ocupado por governos e organizações internacionais.